# یواس‌اس اس-۲۲ (اس‌اس-۱۲۷)
یواس‌اس اس-۲۲ (اس‌اس-۱۲۷) (به انگلیسی: USS S-22 (SS-127)) یک زیردریایی بود که طول آن ۲۱۹ فوت ۳ اینچ (۶۶٫۸۳ متر) بود. این زیردریایی در سال ۱۹۲۰ ساخته شد.